# Dulliken
Dulliken é uma comuna da Suíça, no Cantão Soleura, com cerca de 4.791 habitantes. Estende-se por uma área de 6,02 km², de densidade populacional de 796 hab/km². Confina com as seguintes comunas: Däniken, Obergösgen, Oftringen (AG), Olten, Starrkirch-Wil, Walterswil, Winznau.
A língua oficial nesta comuna é o Alemão.

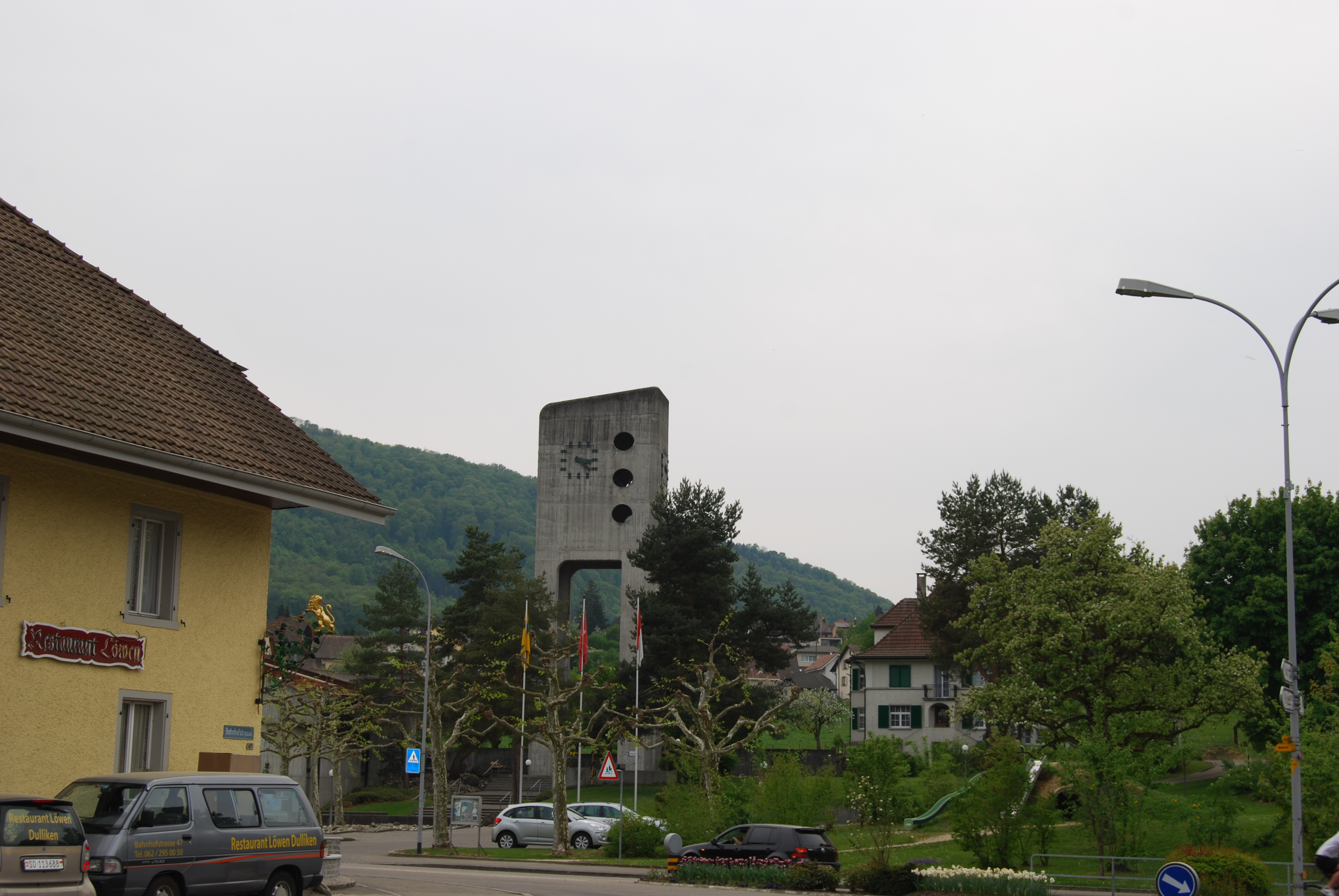
Dulliken